# Jan Veenhof
Jan Veenhof (* 28. Januar 1969 in Leeuwarden) ist ein ehemaliger niederländischer Fußballspieler.

## Karriere
Veenhof begann seine Karriere 1988 beim Erstligisten FC Groningen. 1989 erreichte er das Finale des KNVB-Pokal. 1991 wurde er mit dem Verein Tabellendritter der Eredivisie. Am Ende der Eredivisie 1997/98 stieg der Verein in die zweite Liga ab. 1998 wechselte er zum japanischen Zweitligisten Ōmiya Ardija. Für Ōmiya bestritt er 68 Zweitligaspiele. 2001 kehrte er nach Niederlande zurück und unterschrieb einen Vertrag bei FC Den Bosch. Am Ende der Eredivisie 2001/02 stieg der Verein in die zweite Liga ab. 2002 wechselte er zum albanischen Erstligisten KF Tirana. Mit dem Verein wurde er 2002/03 albanischer Meister. 2003 wechselte er zum kanadischen Toronto Lynx. 2004 kehrte er nach Niederlande zurück und unterschrieb einen Vertrag beim Zweitligisten SC Veendam. 2005 beendete er seine Karriere als Fußballspieler.

## Erfolge
KF Tirana
- Albanischer Meister: 2002/03